# Nicolò Savona
Nicolò Savona, né le 19 mars 2003 à Aoste en Italie, est un footballeur italien, qui évolue au poste d'arrière droit à la Juventus FC.

## Biographie

### En club
Né à Aoste en Italie, Nicolò Savona est formé par la Juventus FC, qu'il rejoint en 2011 en provenance de l'Aygreville. Le 16 décembre 2021, il signe son premier contrat professionnel avec son club formateur, étant alors lié au club jusqu'en juin 2024.
Le 8 août 2024, Savona prolonge son contrat avec la Juventus en signant pour cinq ans, soit jusqu'en juin 2029.
Il joue son premier match avec l'équipe première de la Juventus le 19 août 2024, à l'occasion de la première journée de la saison 2024-2025 de Serie A, contre le Como 1907. Entré en jeu à la place de Timothy Weah, il voit son équipe s'imposer par trois buts à zéro,.

### En sélection
Nicolò Savona représente l'Italie en sélection. Il commence avec les moins de 20 ans mais ne joue qu'un match, le 7 juin 2022, contre la Pologne (défaite 0-1 des Italiens).
Nicolò Savona joue son premier match avec l'équipe d'Italie espoirs le 5 septembre 2024, contre Saint-Marin. Il est titularisé et son équipe s'impose par sept buts à zéro.
En novembre 2024, Nicolò Savona est convoqué pour la première fois avec l'équipe nationale d'Italie par le sélectionneur Luciano Spalletti. Mais il ne joue aucun match lors de ce rassemblement.